# Scum of the Earth (gruppo musicale)
Gli Scum of the Earth sono un gruppo industrial metal statunitense, in attività dal 2003.

## Storia del gruppo
Fondata da John Tempesta, la band ha pubblicato tre album e otto singoli. La band si è formata nel 2003 quando Rob Zombie ha momentaneamente sospeso la sua carriera musicale, concentrandosi sulla scrittura e la regia di film.

## Formazione

### Attuale
- Riggs – voce, chitarra (2003-presente)
- Nick Mason – basso (2011–presente)
- Eddie Travis – batteria (2011–presente)

### Ex componenti
- Mike Tempesta - chitarra
- John Tempesta - batteria
- Skyla Talon - chitarra
- Ivan de Prume - batteria
- John Dolmayan - batteria

## Discografia

### Album in studio
- 2004 - Blah...Blah...Blah...Love Songs for the New Millennium
- 2007 - Sleaze Freak
- 2012 - The Devil Made Me Do It